# 夏天无
夏天无（学名：Corydalis decumbens），又名伏莖紫菫，为罂粟科紫堇属下的一个种。

## 外部連結
- 四氫巴馬汀 Tetrahydropalmatine （页面存档备份，存于） 中草藥化學圖像數據庫 (香港浸會大學中醫藥學院) （中文）（英文）

## 扩展阅读
- 維基物種上的相關：夏天无